# Marstonia agarhecta
Marstonia agarhecta, tên tiếng Anh: Ocmulgee marstonia, là một loài ốc nước ngọt có mang và nắp, là động vật thân mềm chân bụng sống dưới nước trong họ Hydrobiidae.
Đây là loài đặc hữu của Georgia, Hoa Kỳ. Môi trường sống tự nhiên của nó là các con sông. Nó bị đe dọa do mất nơi sống.